# Arrondissements de la Marne

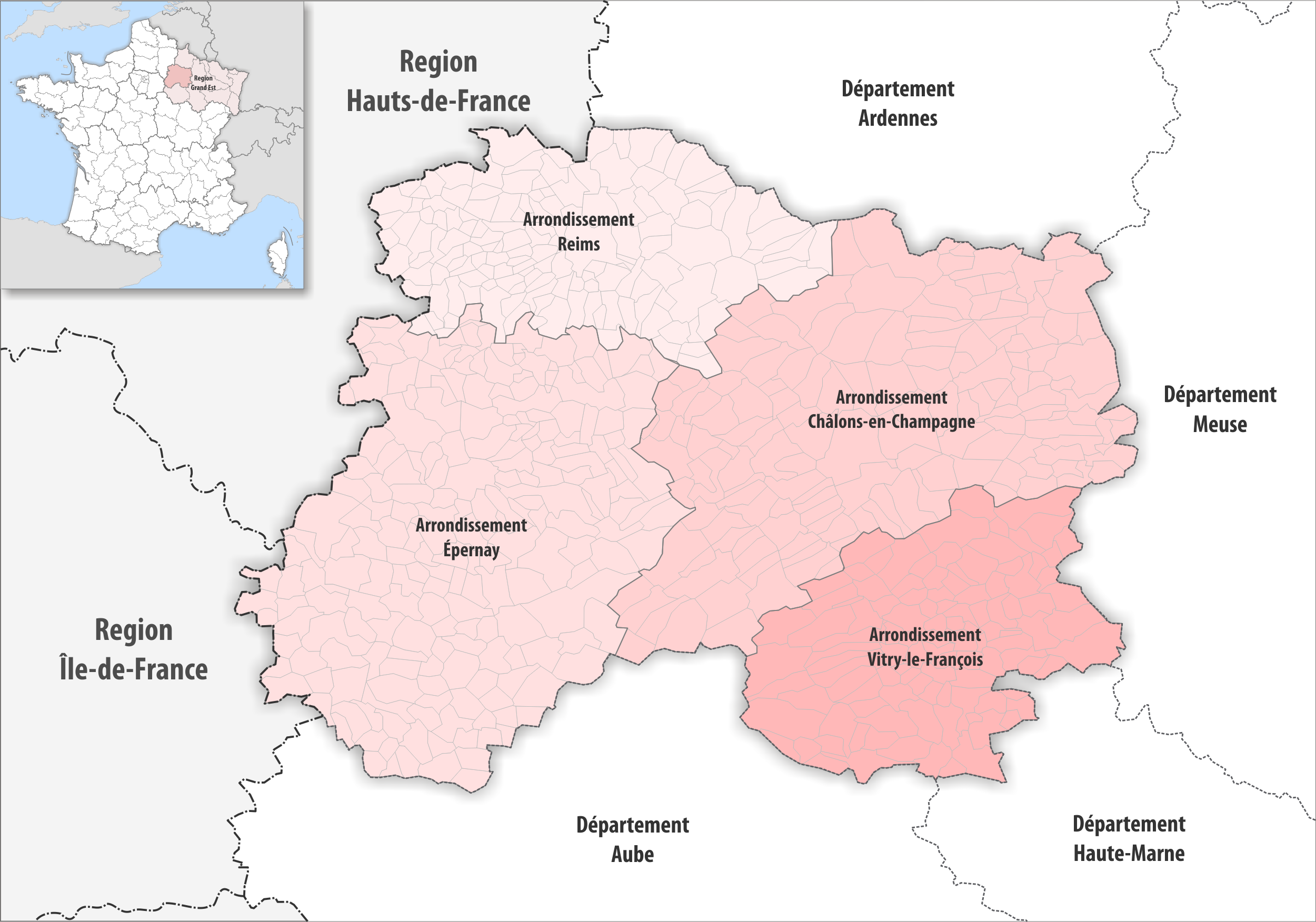
Les arrondissements de la Marne en 2019.

Le département de la Marne comprend quatre arrondissements.

## Composition
| Nom                                    | Code Insee | Superficie (km2) | Population (dernière pop. légale) | Densité (hab./km2) | Modifier             |
| -------------------------------------- | ---------- | ---------------- | --------------------------------- | ------------------ | -------------------- |
| Arrondissement d'Épernay               | 512        | 2 722,40         | 115 976 (2022)                    | 43                 | modifier les données |
| Arrondissement de Châlons-en-Champagne | 511        | 2 612,40         | 107 104 (2022)                    | 41                 | modifier les données |
| Arrondissement de Reims                | 513        | 1 432,40         | 297 492 (2022)                    | 208                | modifier les données |
| Arrondissement de Vitry-le-François    | 514        | 1 402,00         | 43 535 (2022)                     | 31                 | modifier les données |
| Marne                                  | 51         | 8 169,10         | 564 107 (2022)                    | 69                 | modifier les données |

## Histoire
- 1790 : création du département de la Marne avec six districts : Châlons, Épernay, Reims, Sainte-Menehould, Sézanne, Vitry-sur-Marne
- 1800 : Création des arrondissements : Châlons-sur-Marne, Épernay, Reims, Sainte-Menehould, Vitry-le-François
- 1926 : Suppression de l'arrondissement de Sainte-Menehould
- 1940 : Restauration de l'arrondissement de Sainte-Menehould
- 1995 : Châlons-sur-Marne devient Châlons-en-Champagne
- 2006 : Le canton d'Ay est détaché de l'arrondissement de Reims au profit de l'arrondissement d'Épernay[1]
- Au 31 mars 2017, une réorganisation des arrondissements est effectuée, pour mieux intégrer les récentes modifications des intercommunalités ; l'arrondissement de Sainte-Menehould est définitivement supprimé, ses 67 communes intégrant celui de Châlons-en-Champagne. Au total, 113 communes sur 662 sont affectées : pour l'arrondissement de Châlons-en-Champagne, 4 communes d'Épernay, une de Reims et 3 de Vitry-le-François sont rattachées à l'arrondissement. Pour l'arrondissement d'Épernay, 23 communes de Châlons-en-Champagne et 13 communes de Reims rejoignent l'arrondissement. 2 communes de l'arrondissement de Châlons-en-Champagne passent à celui de Reims[2].